# Dimère de dichlorure de (benzène)ruthénium
Le dimère de dichlorure de (benzène)ruthénium est un complexe organoruthénium (en) de formule chimique [(η6-C6H6)RuCl(µ-Cl)]2. Il s'agit d'un solide rouge diamagnétique utilisé comme réactif en chimie organométallique et en catalyse homogène.
On l'obtient par réaction de cyclohexadiènes C6H8 avec du chlorure de ruthénium(III) RuCl3 hydraté. La cristallographie aux rayons X montre que chaque centre ruthénium est coordonné à trois ligands chlorure et à un ligand benzène (η6-C6H6). 
Il réagit avec les bases de Lewis pour donner des adduits monométalliques :
[(η6-C6H6)RuCl(µ-Cl)]2 + 2 PPh3 ⟶ 2 (η6-C6H6)RuCl2(PPh3).